# 生方明
生方 明（うぶかた あきら、1917年2月12日 - 没年不詳）は、日本の俳優、元子役である。本名同じ。

## 来歴・人物
1917年（大正6年）2月12日、東京府東京市神田区神田（現在の東京都千代田区神田）に生まれる。
1923年（大正12年）12月、渋谷幡代尋常小学校（現在の渋谷区立幡代小学校）1年生の時、築地小劇場で小山内薫演出『そら豆が煮えるまで』で初舞台を踏む。1934年（昭和9年）、青山学院中等部を卒業するまでに、父親である生方賢一郎（1882年 - 1961年）が関係する新劇協会や築地座の公演に子役として出演した。
映画では中学校1年から教育映画や1932年（昭和7年）に公開された、鈴木重吉監督映画『熊の出る開墾地』などに出演していたが、1934年（昭和9年）、父・賢一郎が在籍するP.C.L.映画製作所が製作した木村荘十二監督映画『只野凡児 人生勉強』に出演したのがきっかけで中学卒業直後の同年4月に入社。1937年（昭和11年）には成瀬巳喜男監督映画『雪崩』で初主演を果たした。
しかし1939年（昭和14年）、戦局悪化により応召され盛岡陸軍士官学校に学び、1942年（昭和17年）に除隊。東宝に復帰して、1944年（昭和19年）公開の今井正監督映画『怒りの海』や山本嘉次郎監督映画『加藤隼戦闘隊』に出演するも、同年に再び応召される。1947年（昭和22年）に陸軍大尉で復員する。1948年（昭和23年）、新東宝に入社して再復帰したが、1951年（昭和25年）に退社。退社後は呉服店を経営していた。1979年（昭和54年）に発行された『日本映画俳優全集 男優篇』では、存命人物として東京都世田谷区祖師谷の連絡先が示されているが、既に引退しており、以後の消息は不明である。没年不詳。

## 出演作品

### 初期
特筆以外、全てサイレント映画である。
- 『二郎と其の母』：監督山口辰雄、製作キヨノ教育映画、1931年10月30日公開
- 『熊の出る開墾地』：監督鈴木重吉、製作不二映画社、1932年4月14日公開[1]
- 『昼寝も出来ない』：監督小沢得寿、製作映音商店、1932年7月14日公開 - その子 ※トーキー

### P.C.L.映画製作所
特筆以外、全て製作は「P.C.L.映画製作所」、配給は「東宝映画」、以降全てトーキーである。
- 『只野凡児 人生勉強』：監督木村荘十二、配給東和商事映画部、1934年1月5日公開
- 『あるぷす大将』：監督山本嘉次郎、1934年11月15日公開 ※ノンクレジット[1]
- 『坊つちやん』：監督山本嘉次郎、1935年3月14日公開 ※ノンクレジット[1]
- 『これは失礼』：監督岡田敏、1936年8月1日公開
- 『雪崩』：監督成瀬巳喜男、1937年7月1日 - 弥生の弟・圭助
- 『禍福 前篇』：監督成瀬巳喜男、1937年10月1日公開 - 次男・昌二
- 『禍福 後篇』：監督成瀬巳喜男、1937年11月11日公開 - 次男・昌二

### 東宝映画東京撮影所
特筆以外、全て製作は「東宝映画東京撮影所」、配給は「東宝映画」である。
- 『阿部一族』：監督熊谷久虎、共作前進座、1938年3月1日 - 細川光尚
- 『藤十郎の恋』：監督山本嘉次郎、1938年5月1日公開 - 沢村長十郎（立役）
- 『太陽の子』：監督阿部豊、製作東京発声映画製作所、1938年5月18日公開 - 三村
- 『幼い英雄たち』：監督藤田潤一、製作東宝映画京都撮影所、1938年12月8日公開 - べら棒寿司の栄公
- 『はたらく一家』：監督成瀬巳喜男、1939年3月11日公開 - 長男・希一
- 『忠臣蔵 前篇』：監督滝沢英輔、1939年4月21日公開 - 大石主税
- 『忠臣蔵 後篇』：監督滝沢英輔、1939年4月21日公開 - 大石主税
- 『誓ひの合唱』：監督島津保次郎、製作東宝映画、配給満州映画協会、1943年8月12日公開 - 井上一等兵

### 東宝
特筆以外、全て製作・配給は「東宝」である。
- 『愉しき哉人生』（『楽しき哉り人生』）：監督成瀬巳喜男、1944年1月27日公開 - 本屋・修一郎
- 『加藤隼戦闘隊』：監督山本嘉次郎、配給映画配給社、1944年3月9日公開 - 新居中尉（加藤部隊）
- 『怒りの海』：監督今井正、1944年5月25日公開

### 新東宝
特筆以外、全て製作・配給は「新東宝」である。
- 『鍋島怪猫伝』：監督渡辺邦男、配給東宝、1949年8月23日公開 - 高丸
- 『帰国』（『ダモイ』）：監督佐藤武、1949年11月22日公開 ※ノンクレジット[1]
- 『あきれた娘たち』：監督斎藤寅次郎、1949年10月11日公開 - 三男・三郎
- 『野良犬』：監督黒澤明、配給東宝、1949年10月17日公開 - 若い警察医
- 『暁の脱走』：監督谷口千吉、配給東宝、1950年1月8日公開 ※ノンクレジット[1]
- 『海のGメン 玄海灘の狼』（『玄海灘の狼』）：監督志村敏夫、配給東宝、1950年4月29日公開 ※ノンクレジット[1]
- 『細雪』：監督阿部豊、1950年5月17日公開 ※ノンクレジット[1]
- 『宗方姉妹』：監督小津安二郎、1950年8月8日公開 ※ノンクレジット[1]